# San Rafael-bekken
Het San Rafael-bekken is een bekken in de provincie Mendoza van Argentinië. In dit bekken zijn fossielen gevonden van verschillende diersoorten uit het Trias.
In het San Rafael-bekken ligt de Puesto Viejo-groep, dat uit twee lagen bestaat. De Agua de los Burros-formatie is de oudste laag en correleert met de Lystrosaurus Assemblage Zone van de Zuid-Afrikaanse Karoo. In deze formatie zijn fragmentarische fossielen van één middelgrote en twee grote dicynodonten en niet nader te classificeren archosauriërs gevonden. De tweede laag is de Río Seco de la Quebrada-formatie. Deze formatie dateert uit het Laat-Anisien (±240 Ma). Zowel wat betreft ouderdom als fauna komt de Río Seco de la Quebrada-formatie overeen met de Cynognathus Assemblage Zone van de Karoo. De Cerro de las Cabras-formatie (ook wel Río Mendoza-formatie genoemd) in het Cuyo-bekken is uit dezelfde periode. De fauna uit de twee formaties bestaat uit de dicynodonten Kannemeyeria argentinensis en Vinceria andina, de carnivore cynodonten Cynognathus crateronotus en Cromptodon mamiferoides, de herbivore cynodont Diademodon tetragonus, de traversodonten Andescynodon mendozensis, Pascualgnathus polanski en Rusconiodon mignonei. De kleine tot middelgrote traversodonten waren in grotere aantallen aanwezig dan de dicynodonten, waarbij Andescynodon met meer dan tien gevonden fossielen de algemeenste soort is. 